# Pavel Petřikov mladší
Pavel Petřikov mladší (* 20. června 1986 Hořice, Československo) je český zápasník judista, dvojnásobný účastník olympijských her a mistr Evropy do 23 let z roku 2008.

## Osobní život
V roce 2006 maturoval na sportovním gymnáziu v Pardubicích. Později získal magisterské vzdělání a je trenérem 1. třídy. Žije v Hradci Králové.

## Sportovní kariéra
S judem začínal v útlém dětství po vzoru svého otce Pavla Petřikova st.. V seniorské reprezentaci se poprvé objevil v roce 2005, ale série zranění od vymknutého kotníku po vykloubené rameno mu bránila v lepších výsledcích. Poprvé na sebe upozornil širší veřejnost v roce 2006, kdy nečekaně vyhrál turnaj světového poháru v Rotterdamu. V září téhož roku bojoval o svou první velkou medaili na mistrovství Evropy do 23 v Záhřebu, ale skončil nakonec na 5. místě. V roce 2007 získal první body do olympijské kvalifikace za 5. místo na světovém poháru v Moskvě a druhé místo na světovém poháru v Bukurešti. V září odjížděl na své první mistrovství světa do Ria de Janeira s vidinou přímé kvalifikace na olympijské hry v Pekingu, ale vypadl ve druhém kole s Japoncem Tacuaki Egusou. V olympijském roce 2008 v lednu skončil na druhém místě na světovém poháru v Tbilisi, ale vzápětí si poranil meniskus a musel na operaci. Olympijskou kvalifikaci tak potvrdil až na mistrovství Evropy v Lisabonu postupem do druhého kola, kde nakonec obsadil 7. místo. Přípravu na olympijské hry absolvoval v Minsku a později ve Španělsku. V srpnu startoval na olympijských hrách v Pekingu v superlehké váze a v prvním kole po taktické bitvě porazil Brazilce Denílsona Lourença. Ve druhém kole proti němu stál tehdy neznámý Uzbek Rishod Sobirov. Podobně jako v prvním zápase vedl zápas takticky, v zápase se ujal vedení na koku, ale v poslední minutě se nelíbil rozhodčímu jeho styl bránění a udělením šida za false attack (falešná aktivita) poslal zápas do prodloužení. V prodloužení přišel druhý trest v podobě druhého šida a těsná porážka. Sobirov v dalším kole prohrál a nevytáhl ho do oprav. Jeho výborný taktický výkon na olympijských hrách tak skončil bez umístění. Náladu si spravil ještě téhož roku na mistrovství Evropy do 23 let, když ve finále porazil Itala Elia Verdeho a získal titul juniorského mistra Evropy.
Nový olympijský cyklus zahájil rekonvalescencí operovaného ramene a s plnou tréninkovou přípravou začal až v březnu 2009. Na mistrovství Evropy v Tbilisi se ještě nestihl optimálně připravit, ale vzápětí vyhrál dva turnaje světového poháru po sobě v Tallinnu a své oblíbené Bukurešti. Na srpnové mistrovství světa v Rotterdamu odjížděl s ambicemi na pěkné umístění. Ve druhém kole porazil úřadujícího olympijského vítěze Čchö Min-ho, ale vzápětí mu porážku z mistrovství Evropy do 23 let vrátil Ital Elio Verde. V opravách neuspěl a obsadil 7. místo. Koncem roku absolvoval třítýdenní tréninkový kemp v Mongolsku a jak se později ukázalo zvolená orientace na mongolský judo zápas nebyla v příchozími změnami pravidel šťastná. V roce 2010 Mezinárodní judistická federace zakázala judistům přímý útok na spodní část soupeřova těla. Jeho osobní technika kučiki-taoši tak byla dle nových pravidel nepoužitelná. S novými pravidly však v inkriminovaném roce bojovala většina judistů a každý turnaj byl velkou loterií. V říjnu na světovém poháru v Římě stál naposledy na stupních vítězů v právě probíhající olympijské kvalifikaci. V roce 2011 se výsledkově trápil a na světovou špičku začal ztrácet. Na začátku olympijského roku 2012 se pohyboval na hraně postupu, ale série neúspěchů na lednových a únorových turnajích a především nečekaná prohra v prvním kole na mistrovství Evropy v Čeljabinsku s nevýrazným Elnurem Alijevem z Estonska ho stály o jedno postupové místo účast na olympijských hrách v Londýně. V poslední možné chvíli ho přeskočil Tommy Aršansky z Izraele. Jeho nezdar v olympijské kvalifikaci však přinesl nečekaný start na olympijských hrách jinému českému judistovi, Jaromíru Musilovi.
Ve svém třetím olympijském cyklu v roce 2013 se začal pomalu vracet do své dřívější formy. Českému judu se ten rok nebývale dařilo a pětice Petřikov, Jaromír Ježek, Jaromír Musil, Alexandr Jurečka a Lukáš Krpálek pravidelně útočila na stupně vítězů ve světovém poháru. Na mistrovství Evropy týmů v Budapešti se český tým objevil poprvé od roku 1995, kde startoval v pololehké váze a po výborném výkonu získal jediný bod pro český tým v zápase proti Nizozemsku. V roce 2014 s týmem dokonce útočil na medaili na Mistrovství Evropy týmů, bylo z toho 5. místo. Vedle výborných výkonů v týmech se mu dařilo dostávat body do probíhající olympijské kvalifikaci. Na podzim 2015 dokázal vyhrát turnaj světového poháru v australském Wollongongu a kvalifikaci na olympijské hry potvrdil v roce 2016 vítězství na domácím světovém poháru v Praze. V srpnu startoval na olympijských hrách v Riu. V prvním kole nedal šanci olympijskému účastníkovi Gavinu Mogopaovi z Botswany, ve druhém však nestačil na judo japonského favorita Naohisa Takatóa, který ho hned v úvodu poslal uči-matou na ippon.
V roce 2017 v dubnu, týden před mistrovství Evropy si v přípravě natáhl ramenní sval a účast na mistrovství Evropy vzdal s vidinou přípravy na srpnové mistrovství světa. Na mistrovství světa se připravil velmi dobře a zaznamenal životní výsledek. V prvních kolech si střihl malé mistrovství Evropy a ve čtvrtfinále ho čekal první favorizovaný asijský soupeř Kazach Gusman Kyrgyzbajev. Po regulární hrací době svítilo u Kazacha wazari za kontrachvat ko-uči-gaeši, ale protest Pavla Petřikova staršího přiměl jury bodování zrušit a zápas šel do prodloužení. V prodloužení nachytal Kyrgyzbajeva jeho vlastní zbraní zalamovaným ko-soto-gake a zvítězil. V semifinále nestačil na Japonce Naohisu Takatóa, který ho minutu před koncem poslal technikou sumi-gaeši na wazari a v boji o třetí místo s Mongolem Boldbátarem si jako v zápase s Kazachem nechal okontrovat své o-uči-gari. Obsadil na ryze Evropana v superlehké váze vynikající páté místo.

## Výsledky
| Olympijské hry     |     |   | —   |     |     |     | úč. |     |     |     | —   |     |     |     | úč. |    |  |  |  |  |  |  |  |  |  |  |  |
| Mistrovství světa  |     | — |     | —   |     | úč. |     | 7.  | úč. | úč. |     | úč. | úč. | úč. |     | 5. |  |  |  |  |  |  |  |  |  |  |  |
| Evropské hry       |     |   |     |     |     |     |     |     |     |     |     |     |     |     | úč. |    |  |  |  |  |  |  |  |  |  |  |  |
| Mistrovství Evropy | —   | — | —   | —   | úč. | úč. | 7.  | úč. | úč. | 7.  | úč. | 7.  | úč. | úč. | úč. | —  |  |  |  |  |  |  |  |  |  |  |  |
| ME do 23 let       |     | — | —   | úč. | 5.  | —   | 1.  |     |     |     |     |     |     |     |     |    |  |  |  |  |  |  |  |  |  |  |  |
| MS juniorů         | —   |   | 5.  |     |     |     |     |     |     |     |     |     |     |     |     |    |  |  |  |  |  |  |  |  |  |  |  |
| ME juniorů         | —   | — | úč. | 5.  |     |     |     |     |     |     |     |     |     |     |     |    |  |  |  |  |  |  |  |  |  |  |  |
| ME dorostenců      | úč. |   |     |     |     |     |     |     |     |     |     |     |     |     |     |    |  |  |  |  |  |  |  |  |  |  |  |